# Cunctochrysa
Cunctochrysa is een geslacht van insecten uit de familie van de gaasvliegen (Chrysopidae), die tot de orde netvleugeligen (Neuroptera) behoort.

## Soorten
- C. albolineata - witstreepgaasvlieg (Killington, 1935)
- C. baetica (Hölzel, 1972)
- C. bellifontensis Leraut, 1988
- C. jubingensis (Hölzel, 1973)
- C. kannemeyeri (Esben-Petersen, 1920)
- C. opipara (Hölzel, 1973)
- C. shuenica C.-k. Yang et al., 1992
- C. sinica C.-k. Yang & X.-k. Yang, 1989
- C. yulongshana C.-k. Yang et al., 1992